# Посредничество
Посре́дничество — в международном праве одно из средств мирного разрешения споров между государствами путём переговоров с участием третьего государства (посредника) и на основе выдвинутых им условий.
В общем случае Посре́дничество — это оказание субъектом (субъектами) услуг двум или более сторонам, при этом субъект (субъекты) выполняет роль третьей стороны. Субъектом может быть как юридическое (в общем случае организация) так и физическое лицо.
Посредничество как примирительная процедура — способ урегулирования спорной ситуации с участием третьей нейтральной стороны.
Цели обращения к примирительной процедуре могут быть самыми разными, одна из них — осознанная необходимость найти взаимоприемлемое для всех сторон решение и сохранить дальнейшее сотрудничество сторон.
Выдвижение посредником определённых предложений как базы для переговоров и урегулирования споров отличает посредничество от простого содействия или «добрых услуг». Процедура посредничества регламентирована Гаагскими конвенциями 1899 и 1907 и Уставом ООН (ст. 33). Согласно Уставу ООН, конвенциям и существующей практике, посредник может выступать по просьбе спорящих сторон, по собственной инициативе либо по почину держав, не причастных к спору.
В практике СССР известны случаи, когда Советское правительство принимало посредничество других государств или само выступало посредником. Например, в 1945 СССР согласился на посредничество временного французского правительства в переговорах со Швейцарией о положении интернированных во время войны.